# Репресії в Росії (з 2022)
Репресії в Росії характеризуються запровадженням цензури, дезінформацією населення, масовими арештами, поліцейськими свавіллями, а також винесенням судових вироків опозиціонерам та інакомислячим. Є частиною загальних репресій в сучасній Росії епохи Путіна.

## Цензура та пропаганда
1 березня 2022 року московська радіостанція «Ехо Москви», а також незалежний телеканал Дождь, були виключені з ефіру за те, що виступили проти війни. Після завершення останньої трансляції «Дождь» запустив «Лебедине озеро», повторюючи спроби радянської влади поховати погані новини, включаючи спробу державного перевороту 1991 року під час розпаду СРСР.
4 березня російський парламент ухвалив закон, спрямований на придушення звітності та протидії війні, який карає громадян до 15 років ув'язнення за поширення «фейкової інформації» про російських військових та їх операції. Цей закон також забороняє «виголошувати заклики проти використання російських військ для захисту інтересів Росії» або «за дискредитацію такого використання», що загрожує до трьох років позбавлення волі. Те саме положення стосується закликів до санкцій проти Росії. Цей закон фактично криміналізує будь-яку громадську опозицію чи незалежне повідомлення про війну проти України й може зробити злочином просто називати війну «війною» — Кремль же наполягає, що це «спеціальна військова операція» — у соціальних мережах або в статтю або передачу. Пізніше того ж дня путін підписав закон; також підписав закон, який передбачає штрафи або позбавлення волі на строк до 3 років для тих, хто вимагає санкцій. Того ж дня незалежна газета «Новая газета» повідомила, що вилучає зі свого сайту всі матеріали, пов'язані з війною, заявивши, що військова цензура «перейшла до погрози кримінального переслідування як журналістів, так і громадян, які поширюють інформацію про військові дії, тобто відрізняється від прес-релізів Міністерства оборони». Того ж дня єкатеринбурзьке незалежне видання Znak.com оголосило, що призупиняє свою діяльність через політичні репресії.
Того ж тижня російський телекомунікаційний регулятор Роскомнадзор обмежив доступ до вебсайтів соціальних мереж Facebook і Twitter, а також обмежив доступ до низки міжнародних новинних організацій, включаючи BBC, німецьку громадську телекомпанію Deutsche Welle, американські мовники «Голос Америки» та «Радіо Свобода»/«Радіо Свобода», українська газета «Свобода» та латвійський новинний сайт Meduza. Декілька інших міжнародних інформаційних організацій призупинили діяльність у Росії через потенційні загрози їх журналістам, включаючи ABC, Bloomberg News, CBC/Radio-Canada, CBS News і CNN, а головний редактор Bloomberg Джон Міклтуейт заявив, що «зміна Кримінального кодексу, яка, здається, призначена для того, щоб перетворити будь-якого незалежного репортера на злочинця виключно за об'єднаннями, унеможливлює продовження будь-якої видимості нормальної журналістики всередині країни». 6 березня Роскомнадзор обмежив доступ до Медіазони, вимагаючи закрити сайт. «Медіазона» зухвало пообіцяла продовжити роботу, надаючи поради, як ухилитися від цензури. 11 березня Роскомнагляд заблокував сайти Amnesty International та російської моніторингової групи «Голос».
За даними новинного сайту «Агентство», понад 150 журналістів покинули Росію до 7 березня з моменту підписання Путіним закону. «Репортери без кордонів» назвали закон «останнім ударом, [який] завершив знищення російських незалежних ЗМІ».

## Утиск свободи думки
The Moscow Times повідомляє, що деяким російським працівникам, які підписали петиції проти війни, роботодавці наказали відкликати свої підписи, і їх звільняли, якщо вони відмовлялися. Газета також повідомила, що деякі компанії застерігають співробітників від «розміщення повідомлень на політичні теми у Facebook».
Радіо Вільна Європа/Радіо Свобода повідомляло, що студентам деяких університетів погрожують відрахуванням через акти антивоєнного протесту. Студентська спілка Санкт-Петербурзького державного університету повідомила, що університет виключив щонайменше 13 студентів за участь в антивоєнних протестах.
Символ Z, який став відомим у російській масовій культурі як символ підтримки війни, частково завдяки державній пропаганді символу, використовувався для нанесення графіті на будинках декількох антивоєнних активістів. Кінокритик Антон Долин, серед тих, хто розкритикував символ, назвав його загрозою, заявивши, що «Мета цього ясна: ми знаємо, де живе ваша родина, остерігайтеся».

## Арешти протестувальників
Тих, хто виходить на протест, влада наказує їх арештовувати. Приблизна кількість заарештованих за день антивоєнних демонстрантів становить від 1000 до 4500 осіб.

## Поліцейське свавілля
Російська НУО «ОВД-Інфо» повідомила, що підтвердила щонайменше 30 випадків побиття мітингувальників поліцією, а також декілька випадків катування заарештованих мітингувальників під час ув'язнення, зазначивши, що «ймовірно, що ця цифра набагато вище. У соцмережах є багато відео, на яких видно, як поліцейські б'ють антивоєнних протестувальників». Аудіозапис протестувальника, який зумів приховати свій телефон під час затримання та допиту численними поліцейськими, задокументував 11 хвилин фізичної та словесної лайки, причому один офіцер сказав їй, що «Ви вороги Росії. Ви вороги народу Росії».
Human Rights Watch заявила, що російська поліція застосовувала «надмірну силу під час затримання людей», поліція іноді прикриває їх посвідчення особи на формі, що заарештованих «примушували брати фотографії, відбитки пальців та здавати телефони, що суперечить російському законодавству», а також те, що декілька заарештованих протестувальників були піддані симуляції втоплення. Окрім цього, Mediazona повідомляла, що заарештованим жінкам погрожували зґвалтуванням, що заарештовані невідповідної статі протестувальники висміювалися, а поліція обприскувала деяким затриманим обличчя антисептичними розчинами.

## Судові справи проти тих, хто вирішив перейти в опозицію до Путіна

### Справа Навального
23 березня на виїзному засіданні суду в колонії Володимирської області, де Навальний вже відбував покарання у справі «Ів Роше», Лефортівський суд москви засудив опозиційного політика Олексія Навального до 9 років колонії суворого режиму і штрафу 1,2 мільйона рублів (понад $11 тисяч). Його визнали винним у новій справі про шахрайство та неповагу до суду.
Раніше під час дебатів держобвинувач просив призначити політику 13 років позбавлення волі в колонії суворого режиму та штраф у розмірі 1,2 мільйона рублів.

### Справа Гіркіна
Процес щодо Гіркіна відбувається у Московському міському суді у закритому режимі. Його звинувачують у закликах до екстремістської діяльності. Кримінальну справу проти Гіркіна порушили через дві публікації в соцмережі Telegram, в яких наприкінці травня 2023 року йшлося про підготовку до здачі Криму і про те, що сім'ї мобілізованих солдатів 105 і 107 десантних полків не отримують належних виплат.
Із початком повномасштабного російського збройного вторгнення в Україну Ігор Гіркін регулярно коментував хід війни та іноді критикував дії керівництва РФ. Кримінальну справу проти нього було порушено 18 липня, через три дні його затримали у Москві. Він перебуває під вартою у СІЗО «Лефортове».
У Сальвані Гіркін заявив про свій намір брати участь у виборах президента. 25 грудня у Москві відбулися збори ініціативної групи з висування його кандидатом у президенти РФ. Протоколи на його підтримку підтримуються без нотаріуса, який повинен завіряти пошту, якщо той не приїхав. Без запевнення нотаріусом ініціативна група не змогла надати документи до ЦВК.

### Справа Пригожина
23 червня 2023 року Пригожин заявив про удар російських військ по бійцях ПВК «Вагнер» і закликав до заколоту, назвавши його «маршем справедливості». Вранці 24 червня найманці ПВК «Вагнер» взяли контроль над військовими об'єктами, адміністрацією та центром Ростова-на-Дону та планували йти до Москви. Увечері 24 червня Пригожин провів переговори з Олександром Лукашенком, під час яких було досягнуто домовленості про деескалацію. Кримінальну справу про заколот припинили вранці 27 червня; було заявлено, що Пригожин вирушить до Білорусі.
23 серпня 2023 року, рівно через два місяці після заколоту, Пригожина спіткала сумна й неминуча доля – він здох в авіакатастрофі в Тверській області.

### Справа Фаїля Алсинова
У квітні 2023 року брав участь в акціях протесту проти проведення геологорозвідувальних робіт на горі Ірандек у селі Ішморза Баймакського району Башкортостану.
У жовтні 2023 року після виступу в Ішморзі до Файла Алсинова особисто звернувся глава Республіки Башкортостан Радій Хабіров. Зазначається, що у квітні 2023 року, виступаючи на мітингу на захист Зауралья Башкортостану від видобутку корисних копалин, він виступив з негативною промовою проти вірмен, кавказців і вихідців із Середньої Азії на зборах біля сільського будинку культури. Мітинг організований з метою недопущення видобутку надр, оскільки раніше видобувні компанії та їх організатори мають негативну репутацію та афілійовані з республіканською владою.
У січні 2024 року прокуратура вимагає для Фаіла Алсинова 4 роки позбавлення волі. Закрите судове засідання призначено на січень 2024 року. Під час судових засідань тисячі людей проводили мітинги на підтримку Алсинова.
15 січня 2024 року в Баймаку відбудеться третє судове засідання, під час якого 17 січня буде оголошено вирок. За різними оцінками, до суду на підтримку Алсинова прийшло 5-10 тисяч осіб.
16 січня 2024 року Алсинов був внесений до списку екстремістів

## Переслідування владою Путіна незгодних митців

### Oxxxymiron
24 лютого 2022 виступив проти вторгнення Росії в Україну. Провів низку благодійних концертів, виручені від їх проведення кошти направив на допомогу українським біженцям. На концертах у перервах між піснями часто висловлювався проти війни.
29 серпня 2022 року прокуратура Москви направила до Замоскворецького суду позов щодо Федорова М. Я. (Оксимирона) «про визнання інформаційних матеріалів, що поширюються через мережу інтернет екстремістськими».
7 жовтня 2022 Міністерство юстиції Росії включило Оксимірона до списку фізичних осіб - "іноземних агентів".
Восени того ж року його звинувачували у «порушенні територіальної цілісності Росії» через пісню «Ойда», в якій звучали рядки «Інгрія стане вільною».

### Morgenshtern
24 лютого 2022 року висловився проти російського вторгнення в Україну. Моргенштерн звернувся до російських солдатів: «Товариші солдати, а в чому прикол йти помирати за наказом великих дядьків? І взагалі, на**й воювати, якщо можна трахатися, пити вино і танцювати. Не розумію… Воювати вже не модно».
Згодом у березні, випустив пісню «12» й відеоряд на неї, де на початку додав фрагмент з інтерв'ю Дмитра Гордона телеканалу «Дождь», а у кінці – слова матері продюсера синглу про те, як вона ховалася від масових бомбардувань.
6 травня 2022 року Міністерство юстиції РФ оголосило Алішера Моргенштерна «іноземним агентом», що сильно обмежує його реперську діяльність та поширення популярності по території Росії. Й по сьогодні митець не може змиритися з цим статусом і всілякими методами просить зняти його з нього.

### Максим Галкін
У лютому 2022 року виступив проти вторгнення Росії в Україну  — «Не може бути виправдань війні! Ні війні!" 88. У березні 2022 року разом із дружиною та дітьми поїхав із країни до Кесарії (Ізраїль). У квітні виступив з критикою дій Росії в Україні та повідомив про переведення частини грошей, зароблених на концертах в Ізраїлі у фонд допомоги українським біженцям. Після антивоєнних виступів втратив всі рекламні контракти та концерти в Росії, а «Перший канал» не запросив його на зйомки нових випусків програми «Сьогодні ввечері», яку він вів з 2017 року. Його замінив артист балету Микола Цискарідзе. У травні 2022 року ЗМІ повідомили про продаж сім'єю замку в підмосковному селі Грязь 92.
У червні 2022 року Галкін був виключений зі списку осіб, які загрожують національній безпеці України.
16 вересня 2022 року Мін'юст Росії включив Галкіна до списку фізичних осіб — «іноземних агентів», за «отримання фінансування від України при „здійсненні політичної діяльності“». У травні 2023 подав позов до Міністерства юстиції Росії з вимогою зняти з нього статус іноземного агента, але в позові було відмовлено.

### Земфіра
У лютому 2022 виступила проти вторгнення Росії в Україну. У жовтні 2022 року стало відомо, що пісні Земфіри зняли з ефіру російських радіостанцій через її позицію щодо вторгнення Росії на територію України. 10 лютого 2023 року була внесена мін'юстом РФ до списку «іноземних агентів». 12 травня 2023 року у ЗМІ з'явилися повідомлення про те, що Земфіра направила судовий позов до Мін'юсту з вимогою визнати незаконним надання їй статусу іноземного агента. Заява була подана 10 травня через представника співачки. 14 червня 2023 року позов було відхилено. 7 липня Земфіра оскаржила рішення суду.

### Дмитро Назаров
Назаров виступав проти вторгнення Росії в Україну і регулярно записував відео, в яких читав антивоєнні вірші. Наприкінці січня 2023 року знято з головної ролі Кіси Вороб'янінова в новій екранізації «12 стільців». Режисер фільму Петро Зеленов повідомив, що сцени за участю актора будуть перезняті з іншим артистом.
Після від'їзду з Росії у січні 2023 року Дмитро Назаров та Ольга Васильєва організували свої сценічні виступи з програмою власних творів «L'amour-мур або Держава набік», спочатку в Ізраїлі, а потім в інших країнах.
21 березня 2023 року на Назарова було складено протокол про дискредитацію Збройних сил Росії.

## Вбивства найвпливовіших осіб, які були в прямій опозиції або заважали Путіну

### Володимир Жириновський
Найпершим таким вбивством можна вважати смерть Володимира Жириновського.
Звістка про кончину політика стала відома 1 квітня 2022 року.
Сам лідер ЛДПР відомий своїми передбаченнями, одним з таких є передбачення про початок вторгнення в Україну. Є здогадки, що Жириновський знав про це задовго до 2022 року.
Це могло і послужити тим, щоб Путін позбувся всезнаючого йому політика, який міг розсекретити усі наміри диктатора.

### Євген Пригожин
Пригожин в минулому був другом Путіна. При підтримці саме російського президента було створено ПВК «Вагнер». «Вагнер» з 2022 року активно воює проти України.
Проте 23 червня 2023 Пригожин заявив про марш «справедливості» у відповідь на атаку по табору найманців.
Не дійшовши до Москви, заколот вагнерівців було закінчено.
23 серпня 2023 року під час польоту на своєму літаку, незважаючи на наявність «гарантій безпеки», наданих Лукашенком, Пригожин разом з Уткіним (військовим очільником ПВК, Пригожин був економічним очільником) розбилися й здохли.
Експерти заявляють: "Путін просто не зміг пробачити Пригожину те, що той показав слабкість і розхитаність режиму".

### Олексій Навальний
З 2021 року Олексій Навальний перебував в ув'язненні.
Усі звинувачення проти нього були сфабриковані.
Навіть перебуваючи в тюрмі, Олексій продовжував вести дисидентську діяльність. За його визволення проводилася акція #FREENAVALNY. Вона діяла до його смерті — 16 лютого 2024 року.
Навальний став певним символом боротьби за демократію в Росії. Його справу продовжує його дружина — Юлія.
Вже після смерті опозиціонера Путін не боїться називати його по імені. А якось журналістам сказав, що Навального хотіли обміняти, але той згодом помер. Ця заява зазнає критики, оскільки чутки про «обмін Навального» з'явилися  через кілька днів після смерті дисидента.

## Наслідки репресивних дій федерального керівництва
Як наслідок репресій, в країні виникали різні рухи й внутрішні заворушення, які як були на користь Путіну, так і шкодили йому. До першої групи можна віднести Антисемітські заворушення в Махачкалі, а от "пригожинський заколот" відноситься саме до другої групи, так само як і кавказькі антимобілізаційні протести та башкирські протести початку 2024 року.

## Прапор антивоєнних протестів

Біло-синьо-білий прапор — символ антивоєнних протестів у Росії, який пропонується як новий прапор для парламентської республіки

У березні 2022 р., невдовзі після початку військової агресії проти України, координатори російської опозиції прийняли рішення не використовувати прапор Росії у своїх виступах через його очевидну асоціацію з режимом-агресором. Замість нього у різних соціальних мережах було запропоновано використовувати альтернативний прапор, де червоний колір (війни та крові) був замінений на мирний білий.

Світлини з протестів російських діаспор з біло-синьо-білим прапором
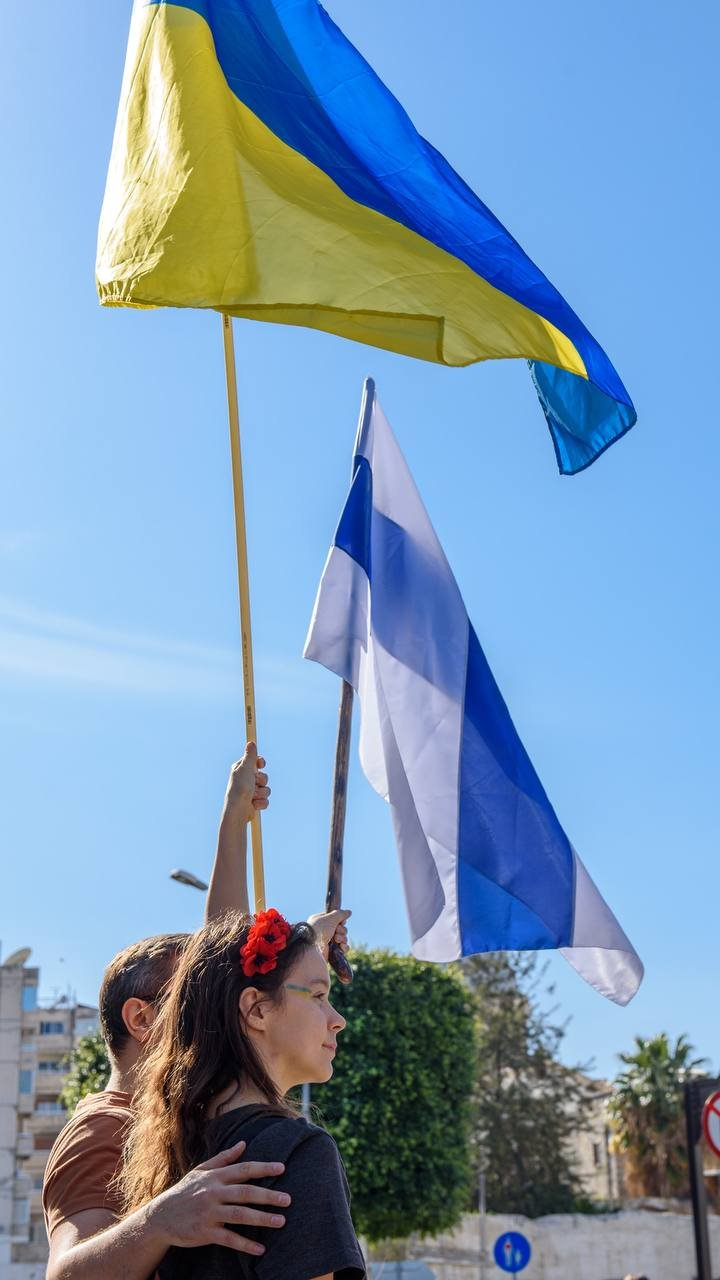
Лімассол, Кіпр
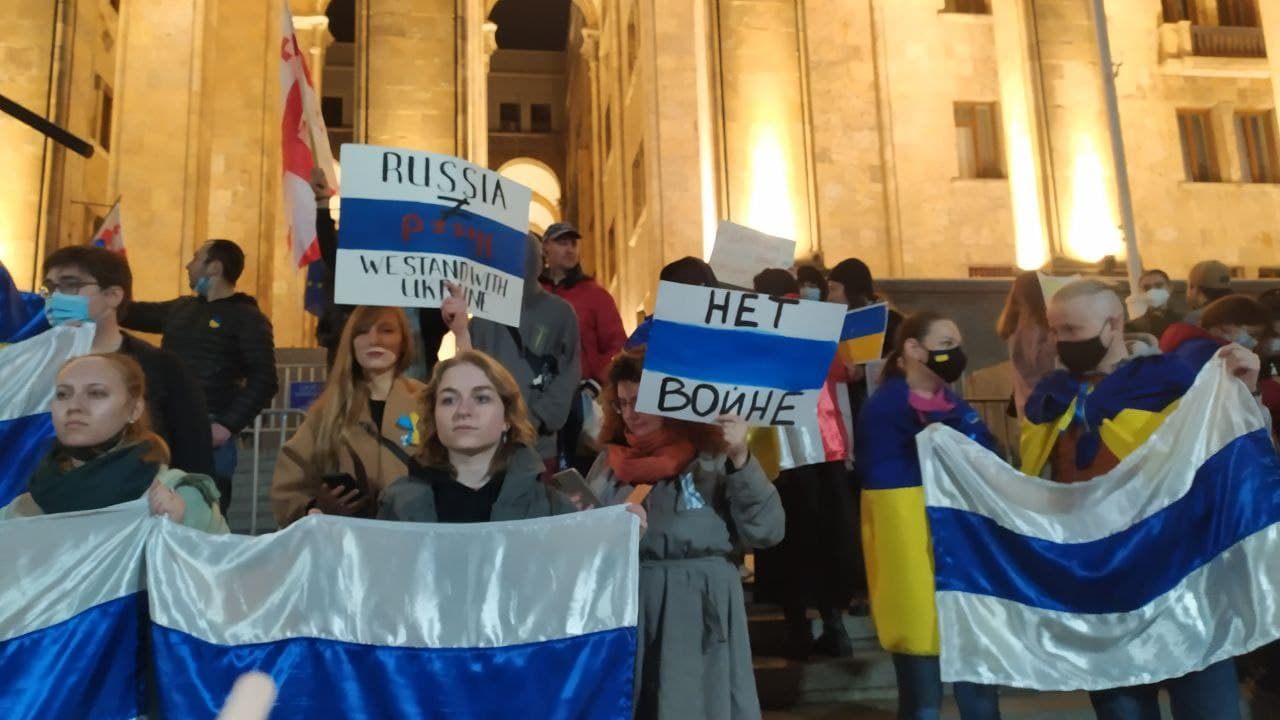
Тбілісі, Грузія

## Цікаві факти
- З 2022 року у Москві через тиск ФСБ призупинено роботу Музею історії ГУЛАГу.